# Séisme de 1624 d'Argenta
Le séisme d'Argenta de 1624 est un événement sismique qui s'est produit dans la soirée du 19 mars 1624 près d'Argenta, une localité qui faisait alors partie des États pontificaux. Le tremblement de terre a provoqué la destruction de la ville d'Argenta, y compris de ses murs médiévaux, un tsunami et la liquéfaction du sol. Après avoir été rasée, Argenta a été reconstruite sur la rive opposée du fleuve Reno.

## Le séisme
Le tremblement de terre a été précédé par « un grondement sombre, soudain et prolongé » et a pris la forme de trois fortes secousses d'intensité croissante. La puissance du séisme a désintégré plus de 170 bâtiments, 200 maisons sont devenues inhabitables, et d'autres gravement endommagées.
Les 24 tours de défense, sauf une, se sont effondrées sur le sol, tandis que les murs s'écroulent, surtout ceux sur les rives du Pô. Quatre églises ont également été démolies, dont la cathédrale, tandis que les autres ont été complètement rasées et « arrachées de leurs fondations ». Seul le sanctuaire de la Celletta, construit quelques années plus tôt, est resté intact. Une procession est organisée pour commémorer l'événement le jour de la Saint-Joseph.
Sur les 1 566 habitants de la ville d'Argenta, 25 ou 28 personnes sont mortes sous les décombres. Les villes voisines de Boccaleone, San Biagio, Filo et Bando ont également été détruites.
Le tremblement de terre a ouvert de nombreux gouffres dans le sol alluvial, d'où sont violemment sorties des eaux boueuses mélangées à du sable noirâtre. Dans le même temps, la hauteur de la nappe phréatique, devenue salée, était si élevée qu'elle sortait des puits et inondait les rues.
Le tremblement de terre a également provoqué un rare cas de « tsunami interne », c'est-à-dire ne se produisant pas en mer mais dans les eaux intérieures. En effet, le Pô de Primaro et les eaux saumâtres de la vallée de Padusa, des vallées de Campetto (au sud) et de Comacchio (au nord) ont tourbillonné comme dans une tempête, générant de fortes vagues qui ont défoncé les berges et les remblais.
Le tremblement de terre a été ressenti « gaillardement »  à Ferrare, où ont été enregistrés quelques dégâts mineurs et la chute de nombreuses cheminées, ainsi qu'à Ravenne, Padoue, Bologne et Venise.
Tout au long de la nuit, il y a eu au moins 37 fortes répliques. Le matin du 20 mars, une réplique a été ressentie jusqu'à Ferrare. Par la suite, l'essaim sismique a continué jusqu'au 3 février 1625, avec jusqu'à 4 ou 5 secousses par jour.

## Images

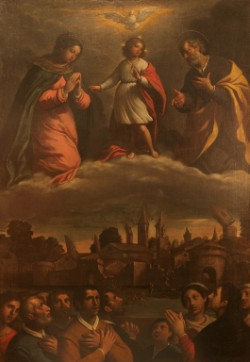
Camillo Ricci, Il terremoto di Argenta.
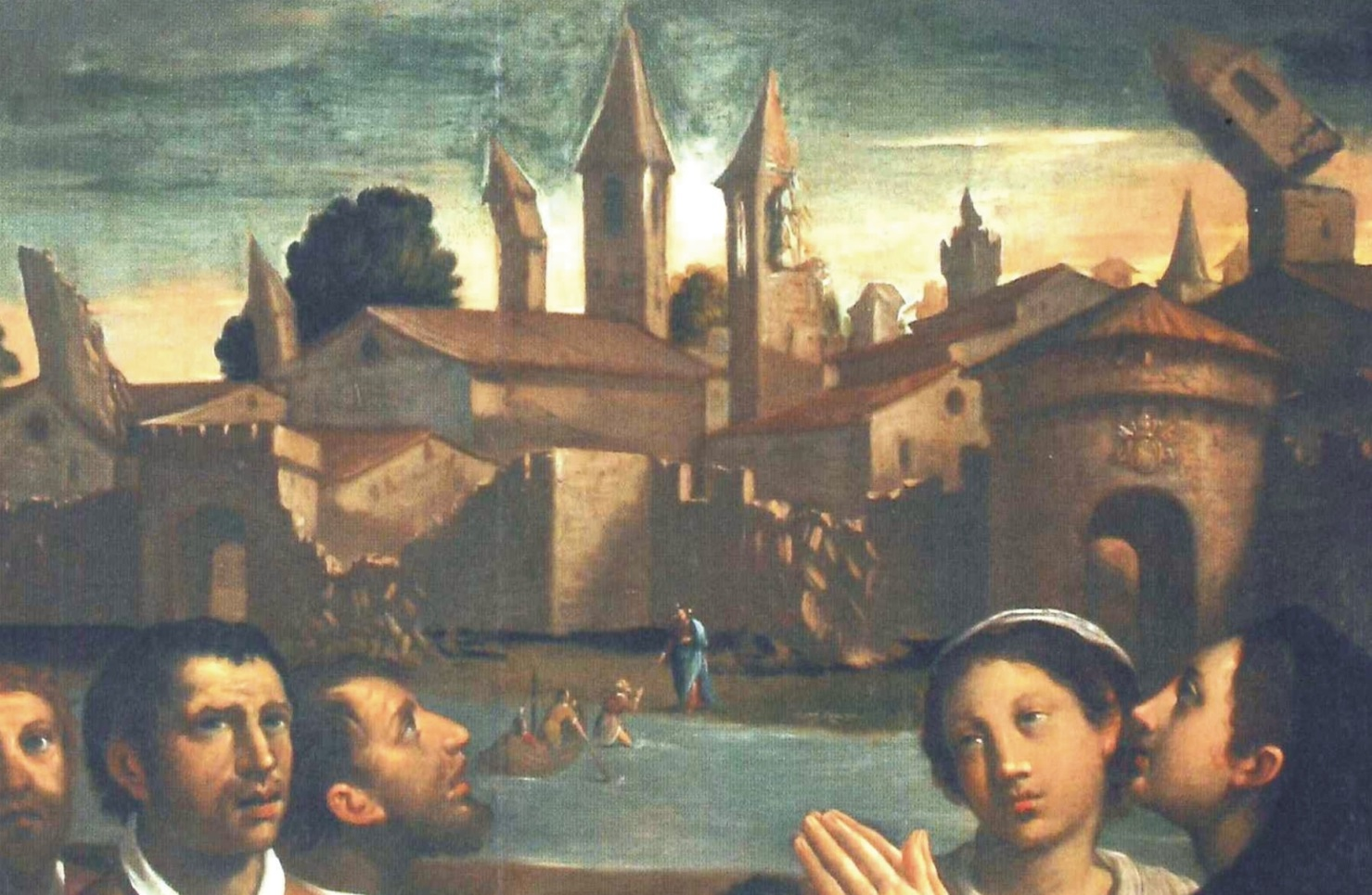
Il terremoto di Argenta (détail).
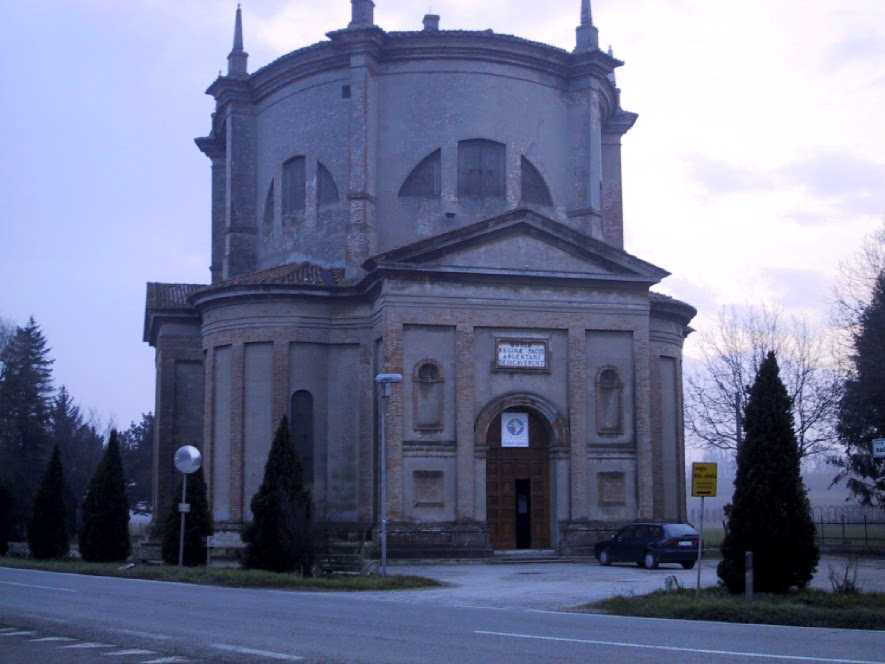
Le sanctuaire  Beata Vergine della Celletta.